# Adam Gabriel de Smidt
Adam Gabriel de Smidt znany jako Pulvermacher (ur. 19 lutego 1836 w Stellenbosch, zm. 14 listopada 1910) – południowoafrykański pisarz.
Był pracownikiem Wydziału Robót Publicznych Kolonii Przylądkowej. Stworzył pierwsze krótkie opowiadanie w afrikaans, Gebet van Tities Tokaan (Modlitwa Titiesa Tokaana). Opublikował również, na łamach pisma Het Volksblad, dwa utwory poetyckie, Dopper Joris en syn seiltjie (Dopper Joris i jego żagielek, 1873) oraz Ou Abel Rasmus (Stary Abel Rasmus, 1879).